# عملية يبوسي
عملية يبوسي (بالعبرية: מבצע יבוסי‏) كانت عملية للجيش الإسرائيلي نفذها الهاجاناه في 23 أبريل 1948. وكان الهدف من العملية هو الاستيلاء على القدس. وقد نفذ الهجوم من ثلاثة محاور: النبي صموئيل من الشمال، وحي الشيخ جراح من الشرق وحي القطمون من الجنوب. وقد عُين اسحق ساديه، قائد البلماح قائداً للعملية.
استمرت العملية إلى 3 مايو 1948. وقد فشلت القوات الصهيونية في احتلال النبي صموئيل. وفي حي الشيخ جراح تمكنت القوات الصهيونية من الاستيلاء عليه لكنها اضطرت إلى اخلائه بضغط من البريطانيين. فتم تحقيق جزء من اهداف هذه العملية في الجزء الجنوبي من مدينة القدس.

## هدف العملية
في أبريل 1948 وضعت القوات الصهيونية التابعة للهاغاناه خطة جديدة لاحتلال القدس. وحملت الخطة اسم عملية «يبوسي»، وهي كانت استمرارا لعملية نحشون وعملية هارئيل. وقد عين اسحق ساديه قائد البلماح قائداً للعملية.
وكان الهدف من هذه العملية فرض السيطرة اليهودية على مداخل القدس الشمالية أي احتلال النبي صموئيل وبيت إكسا وشعفاط، واحتلال حي الشيخ جراح لتحقيق الاتصال مع المواقع اليهودية على جبل المكبر، واحتلال حي القطمون لتحقيق الاتصال بميكور حاييم (الحي اليهودي) جنوب القدس القديمة، ثم ايجاد سيطرة اقليمية يهودية متواصلة على المنطقة الممتدة من قلندية في الشمال وحتى ميكور حاييم في الجنوب.
وقد عينت ساعة الصفر في ليلة 22-23 أبريل 1948، وذلك مباشرة بعد وصول الإمدادات الكبيرة إلى الأحياء اليهودية في القدس في الحملتين السابقتين.

## التفاصيل

### هجوم النبي صموئيل
في 23 أبريل ابتدأ الهجوم على النبي صموئيل بواسطة اللواء هارئيل. وكانت مهمتها احتلال النبي صموئيل عن طريق احتلال بيت إكسا. وبالرغم من نجاح القوات في الاستيلاء على بيت إكسا وشعفاط في طريقها إلى النبي صموئيل، إلا أنها تعثرت عندما بدأت تقترب من هدفها الأصلي، حيث أصلوها المدافعين عن النبي صموئيل بنيرانهم الشديدة، مما اضطرت القوات اليهودية إلى الانسحاب إلى الوراء بعد تكبدها خسائر جسيمة، وهم فقدوا ثلاثين إلى أربعين قتيلا، منهم قائد الوحدة المهاجمة، وثمانية وثمانين جريحا.

### هجوم حي الشيخ جراح

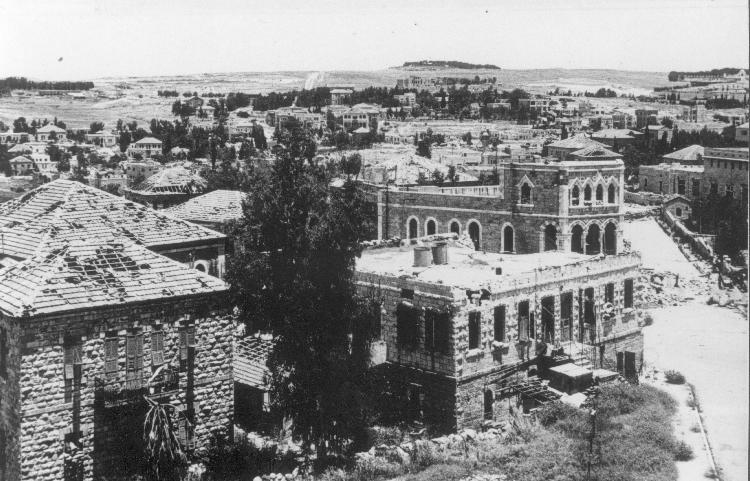
حي الشيخ جراح بعد عملية يبوسي

في الساعة الواحدة والنصف من ليلة 25-26 أبريل 1948، بدأت المرحلة الثانية للعملية بالهجوم على حي الشيخ جراح. وتمكنت قوة كبيرة من الكتيبة الخامسة للبلماح من السيطرة على جزء كبير من المنطقة الجنوبية الغربية للحي بعد معركة قصيرة. ثم قامت القوات العربية بشن هجوما مضادا على قوة البلماح، وقد استمر القتال في الحي عدة ساعات. ثم تدخل الجنود البريطانيون، وقاموا بقصف القوة المهاجمة، وأجبروها على الانسحاب.
فاضطرت القوات اليهودية إلى اخلاء حي الشيخ جراح بضغط من البريطانيين، بعدما حصلت منهم على وعد بتسليمها الحي بعد انسحابهم منه.

### هجوم حي القطمون

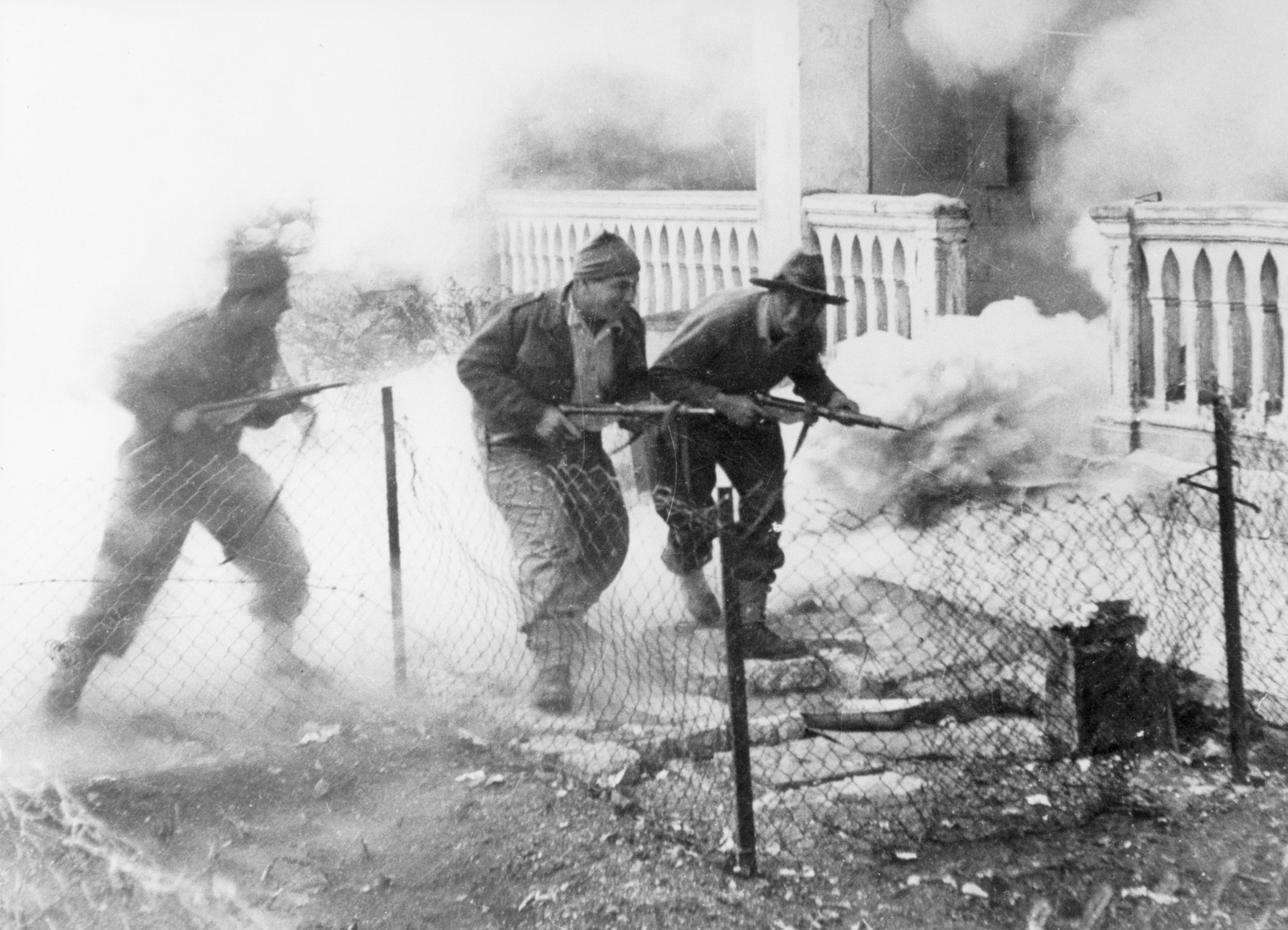
قوات البلماح يهاجمون دير سان سيمون في حي القطمون في القدس

وفي 27 أبريل 1948، ابتدأ الجزء الثالث من الحملة من أجل احتلال حي القطمون، أحد الأحياء العربية الواقعة جنوب مدينة القدس. فحاولت قوة من البلماح احتلال دير «سان سيمون» المشرف على حي القطمون، ولكن المحاولة باءت بالفشل بسبب المقاومة العربية الشديدة.
وفي ليلة 29-30 أبريل كررت فرقتين من لواء هارئيل وقوات عتسيوني، المحاولة لاحتلال الحي، وقد مهدت القوات الصهيونية لهجومها بقصف مدفعي، واستمر القتال ثلاثة أيام حتى الثالث من مايو 1948. فتمكنت القوات الصهيونية خلالها من السيطرة على الحي بأكمله، وفي هذا اليوم أجبرت بريطانيا الطرفين على وقف إطلاق النار بعد الساعة الرابعة بعد الظهر، وبذلك توقف الزحف اليهودي باتجاه الخليل. تكبد المهاجمون خسائر فادحة قدرت بواحد وعشرين قتيلا، وثمانية وثمانين جريحا. وهم دمروا عددا من بيوت الحي، وطردوا سكانه.